# Дзержонжно-Велике
Дзержонжно-Велике (пол. Dzierżążno Wielkie, нім. Groß Drensen) — село в Польщі, у гміні Велень Чарнковсько-Тшцянецького повіту Великопольського воєводства.
Населення — 497 осіб (2011).
У 1975-1998 роках село належало до Пільського воєводства.

## Демографія
Демографічна структура станом на 31 березня 2011 року:
|          | Загалом | Допрацездатний вік | Працездатний вік | Постпрацездатний вік |
| -------- | ------- | ------------------ | ---------------- | -------------------- |
| Чоловіки | 256     | 59                 | 170              | 27                   |
| Жінки    | 241     | 46                 | 145              | 50                   |
| Разом    | 497     | 105                | 315              | 77                   |